# Théâtre du Pacifique de la Seconde Guerre mondiale

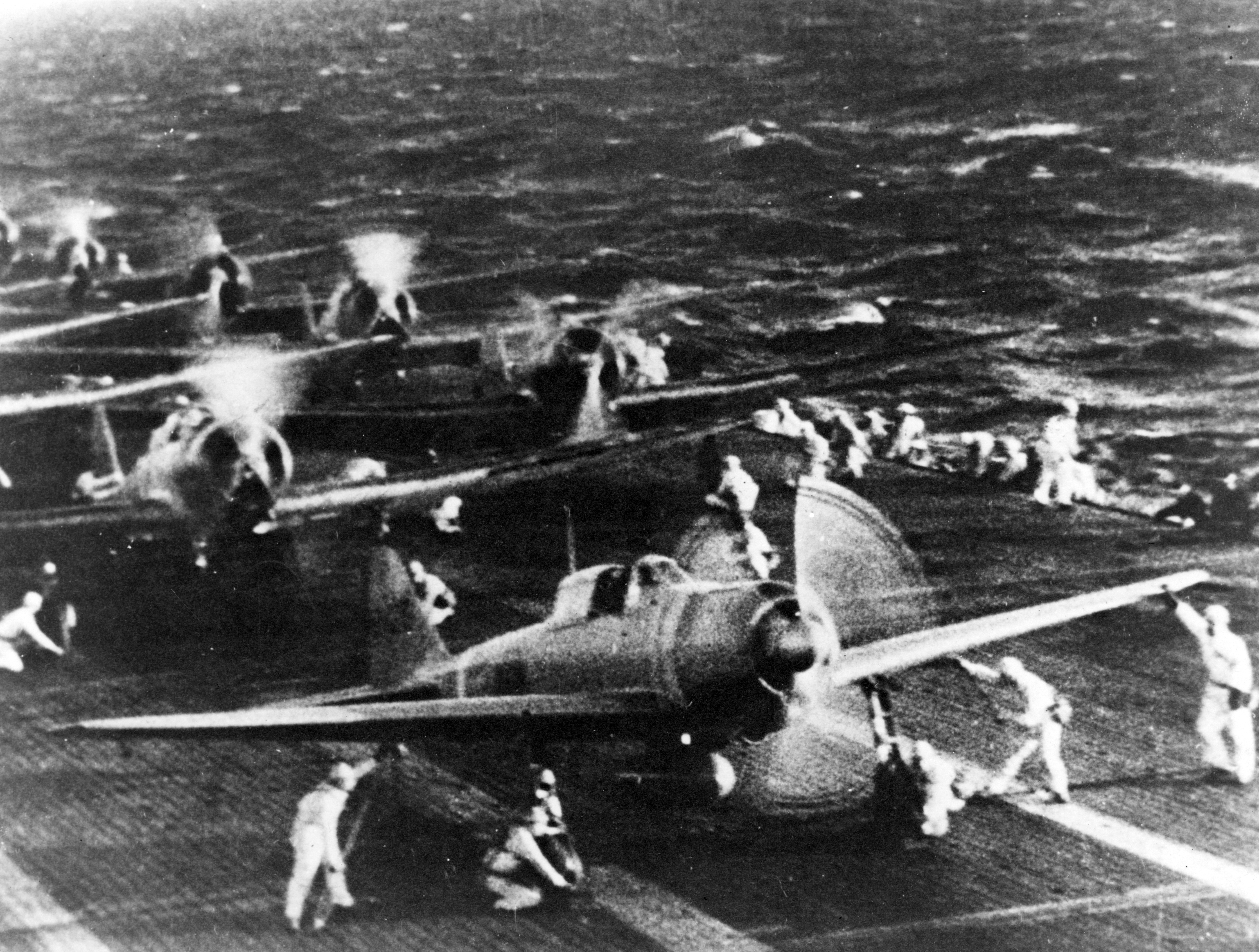
L’aviation embarquée du Shokaku avant la 2e vague de l’attaque de Pearl Harbor. À l’avant-plan, un chasseur Mitsubishi A6M “Zero” (7 décembre 1941).

La structure de commandement des Alliés dans le Pacifique.

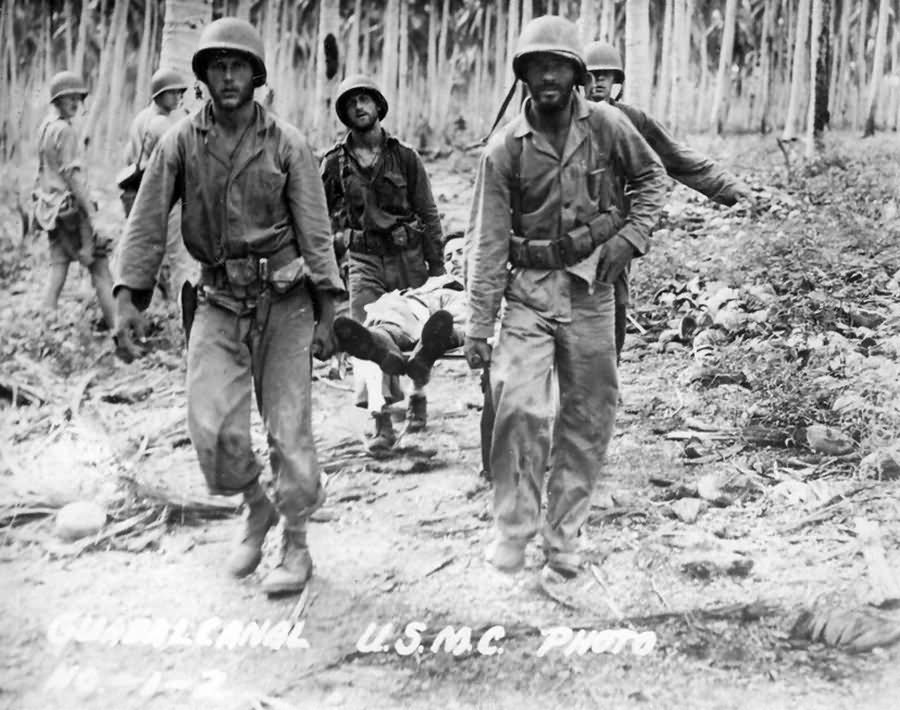
Soldats du 5e régiment de Marines américains évacuant les blessés lors de la bataille de Guadalcanal le 1er novembre 1942.

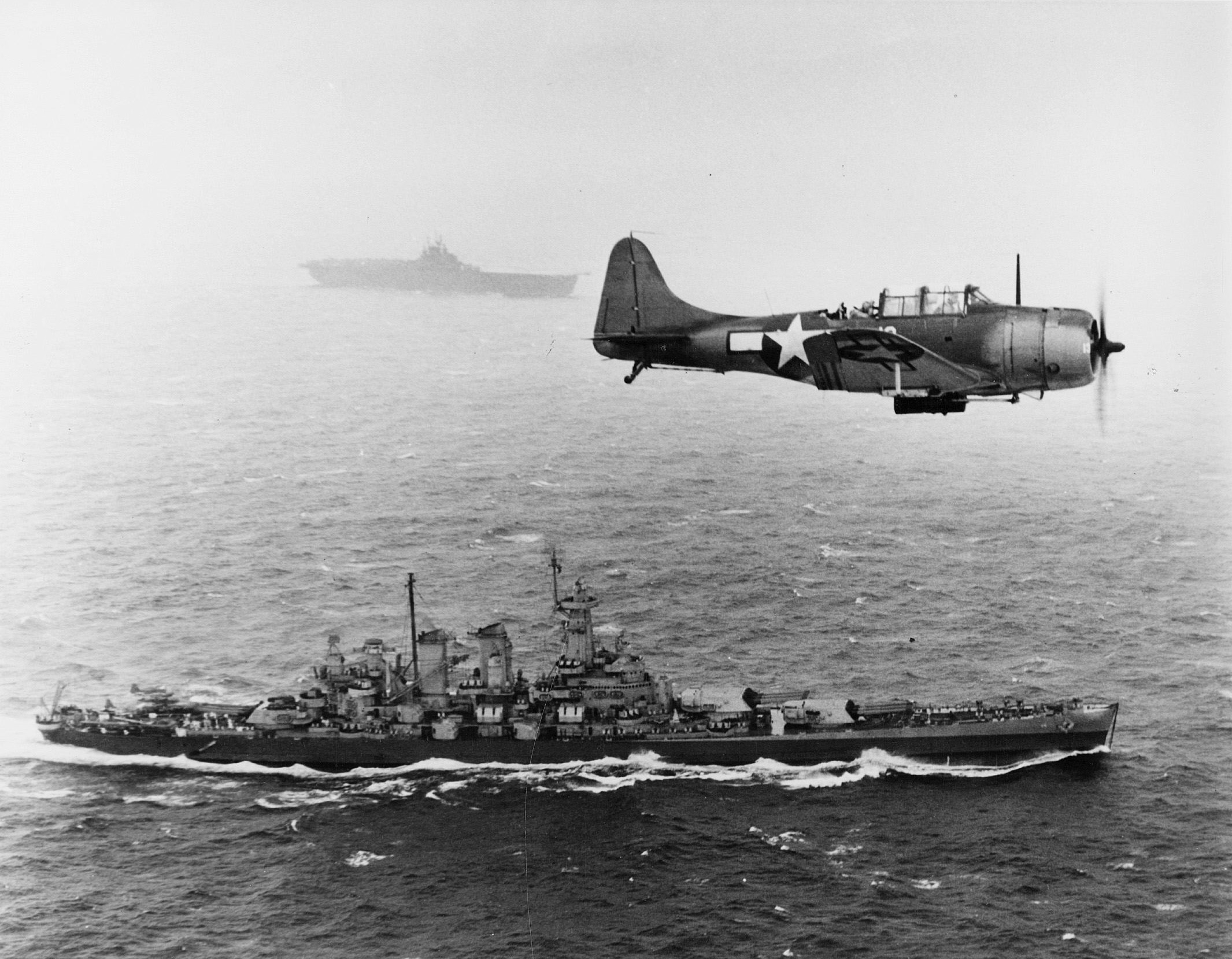
Un SBD Dauntless en vol au-dessus des et pendant la campagne des îles Gilbert et Marshall, le 12 novembre 1943.

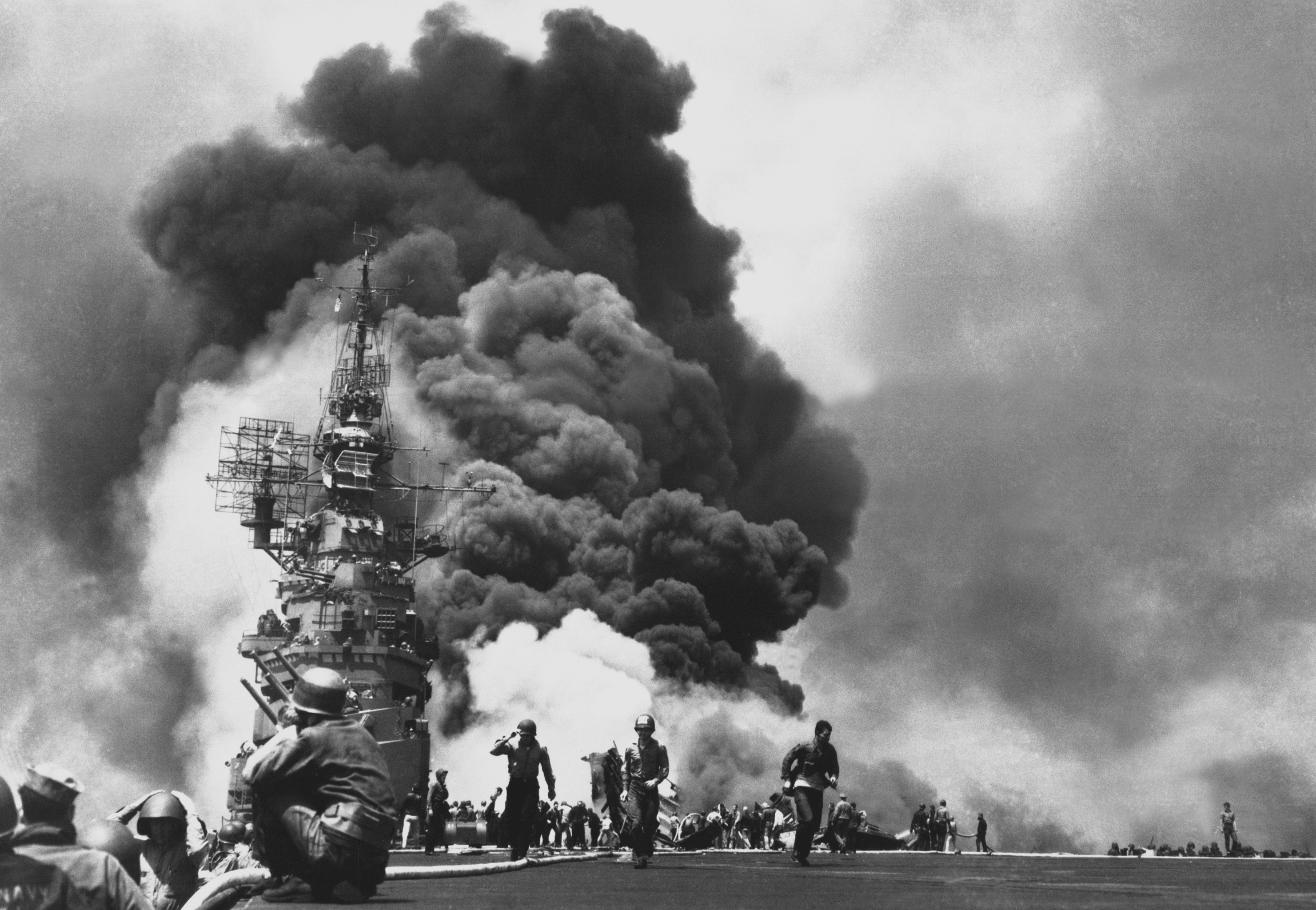
L' touché par deux Kamikazes à trente secondes d'intervalles le 11 mai 1945 au large de Kyushu.

Le théâtre de l'océan Pacifique pendant la Seconde Guerre mondiale, fut un théâtre militaire majeur de la guerre du Pacifique. Il fut défini par le commandement de la zone Océan Pacifique, qui comprenait la majeure partie de l'océan Pacifique et ses îles, excluant cependant l'Asie continentale, les Philippines, les Indes néerlandaises, Bornéo, l'Australie, la plupart du territoire de Nouvelle-Guinée et la partie ouest des îles Salomon. 
Le 24 mars 1942, l'état-major interallié publie une directive désignant formellement le théâtre du Pacifique comme une zone de responsabilité stratégique américaine. L'amiral Chester W. Nimitz de la Marine américaine dirige ce commandement durant toute la durée de son existence. 
L'autre grand théâtre de la région du Pacifique fut connu sous le nom de théâtre du Pacifique Sud-Ouest. Les forces alliées dans cette zone étaient commandées par le général américain Douglas MacArthur. Nimitz et MacArthur étaient tous deux supervisés par les Joint Chiefs of Staff américain et l'état-major interallié. 
La plupart des forces japonaises sur le théâtre faisaient partie de la Flotte combinée de la marine impériale japonaise (IJN), responsable de tous les navires de guerre, l'aéronefs navals et unités d'infanterie de marine japonaises. Le Rengō Kantai était dirigé par l'amiral Isoroku Yamamoto jusqu'à sa mort lors d'une attaque par des avions de chasse américains en avril 1943. Il fut remplacé par l'amiral Mineichi Koga (1943-1944), puis par l'amiral Soemu Toyoda (1944-1945). Le staff général de l'armée impériale japonaise (IJA) était responsable des unités terrestres et aériennes de l'armée impériale japonaise en Asie du Sud-Est et dans le Pacifique Sud. L'IJN et l'IJA n'utilisaient pas formellement de personnel interarmées / combiné au niveau opérationnel, et leurs structures de commandement / zones géographiques d'opérations se chevauchaient entre elles et avec celles des Alliés. 
Dans le théâtre de l'océan Pacifique, les forces japonaises ont combattu principalement contre la marine des États-Unis, les US Marine Corps et l'armée américaine. Les forces alliées se composaient également de britanniques, néo-zélandais, australiens, canadiens, etc. 

## Campagnes et batailles majeures
- Théâtre du Pacifique central 
  - Attaque de Pearl Harbor le 7 décembre 1941[4]
  - Bataille de l'atoll de Wake du 7 au 23 décembre 1941[5]
  - Bataille des Philippines (1941-1942) du 8 décembre 1941 au 8 mai 1942
  - Raid de Doolittle le 18 avril 1942
  - Bataille de Midway du 4 au 7 juin 1942
  - Bataille de Guadalcanal du 7 août 1942 au 9 février 1943
  - Campagne des îles Gilbert et Marshall 1943-1944 
    - Raid de Makin du 17 au 18 août 1942[6]
    - Bataille de Tarawa 20 novembre 1943
    - Bataille de Makin 20-23 novembre 1943
    - Bataille de Kwajalein le 14 février 1944[7]
    - Bataille d'Eniwetok le 17 février 1944 [8]

  - Opération Hailstone du 17 au 18 février 1944
  - Campagne des îles Mariannes et Palaos 1944 
    - Bataille de Saipan le 15 juin 1944[9]
    - Bataille de la mer des Philippines du 19 au 21 juin 1944[10]
    - Bataille de Guam (1944) le 21 juillet 1944[11]
    - Bataille de Tinian le 24 juillet 1944
    - Bataille de Peleliu le 15 septembre 1944[12]
    - Bataille d'Angaur le 17 septembre 1944

  - Bataille d'Iwo Jima le 19 février 1945
  - Bataille d'Okinawa le 1er avril 1945
- Théâtre du Pacifique Nord 
  - Campagne des îles Aléoutiennes 1942-1943
  - Bataille des îles Komandorski le 26 mars 1943